# Mycodrosophila poecilogastra
Mycodrosophila poecilogastra is een vliegensoort uit de familie van de fruitvliegen (Drosophilidae). De wetenschappelijke naam van de soort werd voor het eerst geldig gepubliceerd in 1874 door Hermann Loew.